# وليام بالدوين (عالم نبات)
وليام بالدوين (1779-1819) (بالإنجليزية: William Baldwin) هو عالم نبات أمريكي.